# Maurice Carême Museum
Het Maurice Carême Museum (Frans: Musée Maurice Carême) is een museum in Anderlecht in het Brussels Hoofdstedelijk Gewest. Het is gewijd aan de Belgische dichter Maurice Carême (1899-1978).
Het antieke meubilair geeft de sfeer weer waarin Carême hier toen woonde. Daarnaast is er een archief en bibliotheek over zijn werk en leven. Naast boeken en documenten beheert het een verzameling partituren en grammofoonplaten van muziek dat op zijn werk is geïnspireerd.
Er zijn allerlei kunstwerken te zien van beeldende kunstenaars. Er zijn bijvoorbeeld tekeningen en schilderijen van Felix De Boeck, Luc De Decker, Marcel Delmotte, Paul Delvaux, Jules Lismonde, Léon Navez en Roger Somville. Daarnaast toont het sculpturen, porselein en andere kunstwerken.
Bij Anderlechts dichter Eddy van Vliet (1942-2002) riep de collectie tegenstrijdige emoties op, omdat de stukken het verleden weliswaar bestendigen, maar tegelijkertijd ook het onherroepelijk voorbije karakter benadrukken.